# Джули Джеймс
Джули Джеймс (англ. Julie James) — главная героиня серии фильмов «Я знаю, что вы сделали прошлым летом» и одноимённого романа для подростков, по которому снята первая часть. Её придумала американская писательница Лоис Дункан, а образ для фильма создал сценарист Кевин Уильямсон. Джули сыграла американская актриса Дженнифер Лав Хьюитт.
По сюжету первого фильма, Джули оказывается со своими друзьями в непростой ситуации — они сбивают на машине мужчину, и сбрасывают его тело в море; а через год героев начинает преследовать неизвестный, угрожая расправой. Персонаж является «последней выжившей» — женским архетипом в фильмах ужасов.

## История

### Книга
События фильма отличаются от первоисточника — романа Лоис Дункан 1973 года. В книге подростки сбивают на машине мальчика по имени Дэниэл Грегг, и трагедия изменила Джули Джеймс в лучшую сторону — чтобы отвлечься от тяжёлых мыслей, девушка посвятила себя учёбе в университете, и стала одной из лучших студенток, а вот в школе она училась плохо. До трагических событий Джули была весёлой и общительной чирлидершой, а после — стала молчаливой и замкнутой, она бросила своего возлюбленного Рэя Бронсона.
Спустя год после роковой ночи Джули живёт с матерью-вдовой и встречается с парнем по имени Бад — как позже выясняется, старшим братом погибшего мальчика. В романе именно он угрожает разоблачить главных героев. Джули вместе с Рэем едут в дом Дэниэла, где они встречают старшую сестру мальчика — Мэган Грегг, приветливую девушку, работающую в парикмахерской в центре города. В момент встречи с Мисси её улыбка показалась Джули знакомой — позже девушка объяснила это для себя семейным сходством Мэган и Бада.
В финале книги Бад пытается напасть на Джули, но Рей спасает девушку. В итоге друзья решают рассказать полиции всю правду о гибели мальчика.

### «Я знаю, что вы сделали прошлым летом»
Школьница Джули Джеймс празднует 4 июля вместе со своими друзьями — Хелен Шиверс, Рэем Бронсоном и Барри Коксом. Возвращаясь ночью домой Барри, сидевший за рулём машины в состоянии алкогольного опьянения, сбивает неизвестного мужчину. Несмотря на уговоры Джули вызвать полицию, друзья решают сбросить тело в море и никому не говорить о произошедшем. Вскоре после событий той ночи Джули прочитала в газете, что они сбили юношу по имени Дэвид Иган.
Год спустя Джули возвращается домой из колледжа — девушка стала плохо учиться, её мучают кошмары и угрызения совести. В тот же день она получает по почте записку с короткой фразой «Я знаю, что вы сделали прошлым летом». Девушка решает найти своих друзей, с которыми перестала общаться вскоре после трагедии. Джули по-прежнему считает, что они должны обо всём рассказать полиции, однако Барри проявляет жестокость по отношению к девушке и велит остальным и дальше держать всё в секрете. Джули решает разобраться в происходящем — кто может знать о том, что произошло той ночью. Вместе с бывшей подругой Хелен Шиверс они посещают дом Дэвида, где знакомятся с его сестрой Мисси. Мисси рассказывает, что вскоре после гибели Дэвида к ней пришёл друг брата, представившийся именем Билли Блю. Мисси уверена, что Дэвид покончил с собой, так как годом ранее из-за него погибла его девушка Сьюзи. После этого разговора Джули приходит к выводу, что Билли Блю и есть человек, который их преследует. Джули не хочет общаться ни с Хелен, ни со своим бывшим парнем Рэйм Бронсоном, который не поддержал её в тот момент.
Между тем, история приближается к развязке, когда фигура в плаще рыбака и с крюком в руке переходит от угроз к действиям — он убивает одноклассника ребят, Макса, сестру Хелен, Эльзу, а затем Барри и Хелен. Джули приходит к Рэю на причал, и видит название его лодки — «Билли Блю». Она ошибочно решает, что это он запугивал друзей. Однако в этот момент на пристани появляется убийца, которым оказывается отец Сьюзи, Бен Уиллис. Его они и сбили той ночью, правда мужчина не умер. На лодке разворачивается финал этой истории, в котором Рыбак падает за борт, лишившись перед этим руки. А Джули и Рэй рассказывают полиции обо всём, что с ними произошло.
Ещё год спустя Джули готовится к встречи с Рэем. В студенческой душевой она видит надпись «Я всё ещё знаю» на стекле, а затем на неё набрасывается Бен Уиллис.

### Тизер-трейлер к «Я всё ещё знаю, что вы сделали прошлым летом»
В двухминутном тизер-трейлере сиквела зрители видят Джули на приёме у женщины-психотерапевта:
Девушка рассказывает о том, что Рыбак убил её друзей, и теперь постоянно ей снится — он «наблюдает, следует за каждым шагом, заставляя заплатить за содеянное». Врач возражает, что мужчина мёртв — Джули сама это видела. На что девушка отвечает, что он не умер, а просто ждёт. В этот момент раздаётся звонок, оповещающий о том, что сеанс закончился. Врач просит Джули подойти к зеркалу и говорит ей: «Ты красивая, умная женщина. Что-то плохое случилось с тобой. Но теперь всё закончилось. Время посмотреть в лицо своему страху». Затем доктор просит девушку повторять за ней установки: «Я не могу изменить прошлое. Что сделано — то сделано. Никто не пытается меня убить». Потом она произносит: «Мужчины с крюком не существует». После того, как Джули повторяет последние слова, врач спрашивает, стало ли ей лучше. Девушка кивает, и в этот момент зеркало разбивается, и появляется Рыбак.

### «Я всё ещё знаю, что вы сделали прошлым летом»
Прошло два года с того момента, как Джули и её друзья сбили на машине Бена Уиллиса. Девушка совсем потеряла покой — её мучают постоянные кошмары о том, что Бен Уиллис вернётся в её жизнь, чтобы закончить начатое. Тело убийцы так и не нашли, и Джули уверена, что он лишь ждёт подходящего момент. Отношения с Рэем тоже не складываются — они решают остаться друзьями, тем более за девушкой ухаживает однокурсник Уилл Бенсон. Когда Карла, соседка Джули по комнате в университете, выигрывает на радио билеты на Багамы, они вместе с Уиллом и парнем Карлы, Тайреллом, отправляются на отдых.
Прибыв на остров, ребята узнают, что кроме них на курорте никого не будет. Кроме того, надвигается шторм, который на время отрежет их от большой земли. Тут начинают происходить страшные события, в результате которых один за другим погибают сотрудники отеля. Вскоре на острове появляется Бен Уиллис, у которого есть сообщник — Уилл, оказавшийся сыном рыбака. Они убивают Тайрелла и нападают на Карлу. Джули остаётся один на один с убийцами, но в этот момент появляется Рэй, и спасает девушку. Уилл погибает. Джули выплёскивает всю накопленную ярость и страх перед убийцей, несколько раз выстрелив в Бена Уиллиса — Рыбак падает в могилу, которую сам же и подготовил для Джули.
Год спустя, Рэй и Джули готовятся ко сну в собственной квартире. Джули наблюдает за возлюбленным сквозь дверной проём, а потом переводит взгляд на зеркало, в отражении которого она видит Бена Уиллиса, спрятавшегося под кроватью. Он хватает Джули за лодыжку крюком и утаскивается под кровать. Перед финальными титрами зрители слышат громкий крик Джули.

### «Я всегда буду знать, что вы сделали прошлым летом»
Джули Джеймс и Рэй Бронсон не появляются в финальной части трилогии, но по словам главных героев фильма, они слышали о событиях, в результате которых Джули и Рэй погибли от рук Рыбака.

### «Я знаю, что вы сделали прошлым летом» (2025)
Джули и Рэй появятся в легасиквеле, релиз которого запланирован на 18 июля 2025 года — пока подробности сюжета не раскрываются.

## Образ

### Кастинг
Дженнифер Лав Хьюитт, известная на тот момент по роли в сериале «Нас пятеро», получила роль Джули Джеймс — продюсеров, режиссёра Джима Джиллеспи и Кевина Уильямсона поразило то, как актриса изобразила «беззащитность» персонажа. Хьюитт первой из четырёх ведущих актёров картины утвердили на роль. Изначально актриса проходила пробы на роль Хелен. Мелиссе Джоан Харт предложили роль Джули, но она отказалась, посчитав фильм всего лишь копией «Крика».

### Оценка критиков
Персонаж является последней выжившей — женским архетипом в фильмах ужасов, однако мнения критиков и поклонников жанра разделились относительно значимости героини для развития стандартов женских персонажей в жанре ужасов. Трейс Турман в статье «Is Julie James The Worst Final Girl In Horror History?» для портала «Bloody Disgusting» отметил, что Джули по всем критериям подходит под описание термина «Final Girl», однако Хелен Шиверс в исполнении Сары Мишель Геллар выглядит куда более глубоким и интересным персонажем; Турман также назвал Джули «скучной и бесполезной». Похожего мнения придерживается Медисон Ренни в обзоре для «WhatCulture»: «Можно сказать, что Джули повезло выжить в финале, а вот Хелен Шиверес — любимица зрителей и более приятный и интересный персонаж, чем заявленный протагонист». Шоан Стейси из «SlahFilm» отметила, что «история выживания Джули — наиболее реалистичная, по сравнению с другими героинями ужастиков». Джош Сорокач с «Decider.com» отметил, что «Сидни Прескотт, возможно, и круче, но Хьюитт — настоящая королева крика».
Портал «ScreenRant» поставил Джули Джеймс на 8-е место в списке «10 лучших последних девушек в фильмах ужасов». «GameRant» включил героиню в список «5 недооценённых последних выживших в ужастиках». Портал «Hollywood.com» поставил Джули на 10-е место в списке лучших последних выживших. Зоа Кастелино из «Elle» включила героиню в список лучших персонажей архетипа.

### Пародии
Персонаж Синди Кэмпбелл (англ. Cindy Campbell) в исполнении актрисы Анна Фарис спародирован в картине «Очень страшное кино». В одной из сцен Синди иронично замечает, что если бы всё происходящее было фильмом — «они бы взяли безмозглую Дженнифер Лав Хьюитт на мою роль».